# Federální subjekty Ruska

Druhy federálních subjektů:

Podle ústavy z roku 1993 a pozdějších změn sestává Ruská federace k 1. říjnu 2022 z 89 subjektů (rusky: субъекты, j. č. субъект), které se dělí do 6 kategorií obdařených různým stupněm politické autonomie; v Radě federace (Senátu, horní komoře Federálního shromáždění) mají ale všechny subjekty rovné zastoupení dvěma poslanci. Z každého subjektu jednoho vybírá zákonodárný sbor subjektu a jednoho gubernátor subjektu. Většina států však neuznává legitimitu ruské nadvlády nad Krymem (který se podle ruské ústavy skládá z Republiky Krym a federálního města Sevastopolu), stejně jako nad ostatními anektovanými oblastmi Ukrajiny. 
Vláda ruské federace v první polovině devadesátých let uzavřela bilaterální dohody s jednotlivými subjekty, ve kterých si některé republiky zajistily zvláštní pravomoce (např. Baškortostán nebo Tatarstán). Většina těchto smluv nebyla na konci devadesátých let obnovena, což vedlo k oslabení vytvořeného asymetrického federalismu (bez jasně ústavně definovaných pravomocí a postavení subjektů). To vedlo k postupné centralizaci moci za vlády prezidenta Vladimira Putina a jeho strany Jednotné Rusko (dominantní ve všech subjektech), kdy došlo k posílení moci a dohledu federálních orgánů (federální okruhy Ruska vytvořené v roce 2000). Méně rozvinuté subjekty federace jsou většinou finančně závislé na přerozdělování financí z centra (průměrně 18 %, Čečensko a Ingušsko více než 80 %), což dále vedlo k umenšení jejich faktické autonomie a ochotě se podřídit federální moci nebo na ní převést pravomoce nad určitou oblastí (daně stanovuje federace). Federální orgány tak fakticky převzaly většinu pravomocí, které byly sdíleny mezi federací a federálními subjekty (federální moc má řádově více oblastí působnosti než federální subjekty jelikož ve sdílených oblastech má přednost federální právo). Postupně došlo ke zrušení voleb představitelů výkonné moci (hlav republik, gubernátorů a starostů), přičemž kandidáta nominoval prezident federace a schvaloval ho regionální parlament. To však mělo jen krátké trvání a po roce 2012 byly přímé volby opět obnoveny jen se funkce nesmí nazývat prezident, ale např. hlava republiky.
Mezi jednotlivými subjekty jsou velké ekonomicko-sociální rozdíly (finanční centra a oblasti bohaté na nerostné suroviny versus severní Kavkaz a jižní Sibiř). Většina neruských oblastí je silně rusifikována. V roce 2010 tvořili etničtí Rusové většinu obyvatel ve všech subjektech federace kromě: Baškortostánu, Čuvašska, Jakutska, Kalmycka, Marijska, Tatarstánu, Tuvy a kavkazských republik Dagestánu, Čečenska, Chakasie, Ingušska, Kabardsko-Balkarska, Karačajsko-Čerkeska a Severní Osetie-Alanie.
Na úrovni subjektů federace zaručuje Ústava Ruské federace ve článku 12 lokální samosprávu.

## Druhy federálních subjektů
Ústava Ruské federace vyjmenovává šest druhů federálních subjektů. S výjimkou republik, ale mezi nimi neuvádí zřetelné rozdíly:
- 24 republik (rusky: республики, j. č. республика). Republiky mají ze všech subjektů federace nejvyšší stupeň autonomie. Mají vlastní ústavu, prezidenta (po roce 2011 byl oficiální titul většinou změněn na hlavu republiky), parlament, právo vydávat zákony a vedle ruštiny stanovit další úřední jazyk republiky. Nejsou však subjektem z hlediska mezinárodního práva; tím je pouze Ruská federace. Republiky jsou založeny na etnickém základě, tedy představují oblasti obývané některým z neruských etnik federace, po kterém jsou pojmenované (tzv. titulární národ). Prezident federace jmenuje svého kandidáta prezidentem republiky po schválení nominace v regionálním parlamentu.[4][1]
- 48 oblastí (rusky: области, j. č. область) Nejběžnější správní jednotka v rámci federace na etnicky ruském území. Jejich uspořádání je dáno federální ústavou a Statutem daného federálního subjektu. Stejně jako republiky mají vlastní parlament a právo vydávat vlastní zákony. V čele oblasti stojí gubernátor. Nesou jméno po centru oblasti.[1]
- 9 krajů (rusky: края, j. č. край) Kraje jsou taktéž jako oblasti zřízeny v převážně ruských částech federace, ale okrajových a zpravidla řidčeji osídlených. Často jde o subjekty vzniklé sloučením autonomních okruhů a oblastí. Stejně jako republiky mají vlastní parlament a právo vydávat vlastní zákony. Jejich uspořádání je dáno federální ústavou a Statutem daného federálního subjektu. V čele oblasti stojí gubernátor. Většinou mají jméno po centru oblasti.[1]
- 1 autonomní oblast (rusky: автономная область) Pravomocemi mezistupeň mezi oblastmi a autonomními okruhy. Jediným takovým subjektem je Židovská autonomní oblast, kde ovšem Židé tvoří méně než 1 % obyvatelstva.[1]
- 4 autonomní okruhy (rusky: автономные округа, j. č. автономный округ) Mají nejnižší úroveň samosprávy v rámci subjektů RF. Mají vlastní zákonodárnou moc, vlastní území (které bez jejich souhlasu nelze měnit) a vlastní obyvatelstvo. Jedná se o regiony obývané neruskými etniky, která však mnohdy tvoří jen menší část obyvatelstva. Ze čtyř autonomních okruhů jsou tři zároveň součástí jiného federálního subjektu (oblasti). Čukotský autonomní okruh je jediný, který není součástí jiného subjektu. Jméno je většinou odvozeno od významné etnické minority.[1]
- 3 federální města (rusky: федеральные города, j. č. федеральный город) Dvojice největších a politicko-kulturně nejvýznamnějších měst, ke kterým v roce 2014 přibyl krymský Sevastopol. Dle pravomocí jsou na úrovni oblastí. Jejich uspořádání je dáno federální ústavou a Statutem daného federálního subjektu. V čele Moskvy a Petrohradu stojí starosta, v Sevastopolu pak gubernátor.[1]

Ústava nedává subjektům právo vystoupit z federace. Všechny subjekty Ruské federace mohou mít vlastní vlajku i znak. Funkční období představitelů i parlamentů federálních subjektů je pětileté. V letech 1995 až 2005 byli představitelé subjektů voleni v přímých, rovných a tajných volbách obyvatelstvem daného subjektu. Poté byli jmenováni kandidáti nominovaní prezidentem federace a schválení parlamentem daného subjektu. Po protivládních protestech v letech 2011 a 2012 byla ve většině subjektů federace obnovena přímá volba (subjekty si mohou sami rozhodnout o způsobu dosazení do funkce). V roce 2015 pak bylo jejich volební období omezeno na pět let a ne více než dvakrát za sebou.
Statut federálního subjektu (ústava) může být změněn na základě dohody subjektu a federace, a dle federálních ústavních zákonů. Vzájemné hranice mezi subjekty federace mohou být změněny jejich dohodou se souhlasem Rady federace. Formálně jsou výlučné pravomoce federace mj.: ústava a uspořádání federace, federální zákony, federální rozpočet a daně, měna a společný trh, zahraniční vztahy, cla, ekonomický rozvoj, obrana a bezpečnost, zbrojní výroba, energetika a jaderná zařízení, soudnictví a federální infrastruktura. Ústava formálně přiznává subjektům federace ty pravomoce, které nejsou výlučně svěřeny federaci nebo nejsou sdílené. Ve sdílené oblasti mají přednost federální zákony před regionálními.  Sdílené pravomoce mj. jsou: vztahy mezi federálními subjekty, vlastnictví a nakládání s půdou a nerostným bohatstvím, ochrana lidským práv a práv minorit, ochrana přírody, kultura, zdravotnictví, ochrana rodiny, sociální zabezpečení, řešení mimořádných událostí, daně, legislativa pro vybrané oblasti (správní, procesní, pracovní, rodinná, bytová, pozemková, vody a lesů), ochrana tradičního místa, způsobu života a zvyků malých komunit, soudní, právní a bezpečností systém, vnitřní i vnější ekonomické vztahy a naplňování mezinárodních dohod uzavřených federací.

## Přehled území

Číselné kódy subjektů Ruska (bez okupovaných území Ukrajiny)

Následující tabulka obsahuje všech 85 subjektů Ruské federace. Subjekty jsou primárně seřazeny podle jejich názvu a české abecedy. Lze je přeřadit podle typu, příslušnosti k federálnímu okruhu, počtu obyvatel či rozlohy.
| Číslo na mapě | Kód ISO | Federální subjekt                       | Rusky                         | Hlavní město                            | Druh subjektu    | Populace 1.1.2020 | Rozloha (km²) | Federální okruh |
| ------------- | ------- | --------------------------------------- | ----------------------------- | --------------------------------------- | ---------------- | ----------------- | ------------- | --------------- |
| 1             | RU-AD   | Adygejsko                               | Адыгея                        | Majkop                                  | republika        | 463 088           | 7 792         | Jižní           |
| 4             | RU-AL   | Altajská republika                      | Алтай                         | Gorno-Altajsk                           | republika        | 220 181           | 92 903        | Sibiřský        |
| 22            | RU-ALT  | Altajský kraj                           | Алтайский                     | Barnaul                                 | kraj             | 2 317 153         | 167 996       | Sibiřský        |
| 28            | RU-AMU  | Amurská oblast                          | Амурская                      | Blagověščensk                           | oblast           | 790 044           | 361 913       | Dálněvýchodní   |
| 29            | RU-ARK  | Archangelská oblast                     | Архангельская                 | Archangelsk                             | oblast           | 1 136 535         | 413 103       | Severozápadní   |
| 30            | RU-AST  | Astrachaňská oblast                     | Астраханская                  | Astrachaň                               | oblast           | 1 005 782         | 49 024        | Jižní           |
| 2             | RU-BA   | Baškortostán                            | Башкортостан                  | Ufa                                     | republika        | 4 038 151         | 142 947       | Povolžský       |
| 31            | RU-BEL  | Bělgorodská oblast                      | Белгородская                  | Bělgorod                                | oblast           | 1 549 151         | 27 134        | Centrální       |
| 32            | RU-BRY  | Brjanská oblast                         | Брянская                      | Brjansk                                 | oblast           | 1 192 491         | 34 857        | Centrální       |
| 3             | RU-BU   | Burjatsko                               | Бурятия                       | Ulan-Ude                                | republika        | 985 937           | 351 334       | Dálněvýchodní   |
| 20            | RU-CE   | Čečensko                                | Чеченская                     | Grozný                                  | republika        | 1 478 726         | 16 165        | Severokavkazský |
| 74            | RU-CHE  | Čeljabinská oblast                      | Челябинская                   | Čeljabinsk                              | oblast           | 3 466 369         | 88 529        | Uralský         |
| 87            | RU-CHU  | Čukotský autonomní okruh                | Чукотский                     | Anadyr                                  | autonomní okruh  | 50 288            | 721 481       | Dálněvýchodní   |
| 21            | RU-CU   | Čuvašsko                                | Чувашская                     | Čeboksary                               | republika        | 1 217 818         | 18 343        | Povolžský       |
| 5             | RU-DA   | Dagestán                                | Дагестан                      | Machačkala                              | republika        | 3 110 858         | 50 270        | Severokavkazský |
| -             | -       | Doněcká lidová republika                | Донецкая Народная Республика  | Doněck                                  | republika        | 2 302 444         | 26 517        | -               |
| 27            | RU-KHA  | Chabarovský kraj                        | Хабаровский                   | Chabarovsk                              | kraj             | 1 315 643         | 787 633       | Dálněvýchodní   |
| 19            | RU-KK   | Chakasie                                | Хакасия                       | Abakan                                  | republika        | 534 262           | 61 569        | Sibiřský        |
| 86            | RU-KHM  | Chantymansijský autonomní okruh – Jugra | Ханты‑Мансийский — Югра       | Chanty-Mansijsk                         | autonomní okruh  | 1 674 676         | 534 801       | Uralský         |
| -             | -       | Chersonská oblast                       | Херсонская                    | Heničesk (de facto) Cherson (de iure)   | oblast           | 1 142 000         | 31 865        | -               |
| 6             | RU-IN   | Ingušsko                                | Ингушетия                     | Magas                                   | republika        | 507 061           | 3 123         | Severokavkazský |
| 38            | RU-IRK  | Irkutská oblast                         | Иркутская                     | Irkutsk                                 | oblast           | 2 391 193         | 774 846       | Sibiřský        |
| 37            | RU-IVA  | Ivanovská oblast                        | Ивановская                    | Ivanovo                                 | oblast           | 997 135           | 21 437        | Centrální       |
| 89            | RU-YAN  | Jamalo-něnecký autonomní okruh          | Ямало‑Ненецкий                | Salechard                               | autonomní okruh  | 544 444           | 769 250       | Uralský         |
| 76            | RU-YAR  | Jaroslavská oblast                      | Ярославская                   | Jaroslavl                               | oblast           | 1 253 389         | 36 177        | Centrální       |
| 7             | RU-KB   | Kabardsko-Balkarsko                     | Кабардино‑Балкарская          | Nalčik                                  | republika        | 868 350           | 12 470        | Severokavkazský |
| 39            | RU-KGD  | Kaliningradská oblast                   | Калининградская               | Kaliningrad                             | oblast           | 1 012 512         | 15 125        | Severozápadní   |
| 8             | RU-KL   | Kalmycko                                | Калмыкия                      | Elista                                  | republika        | 271 135           | 74 731        | Jižní           |
| 40            | RU-KLU  | Kalužská oblast                         | Калужская                     | Kaluga                                  | oblast           | 1 002 575         | 29 777        | Centrální       |
| 91            | RU-KAM  | Kamčatský kraj                          | Камчатский                    | Petropavlovsk-Kamčatskij                | kraj             | 313 016           | 464 275       | Dálněvýchodní   |
| 9             | RU-KC   | Karačajsko-Čerkesko                     | Карачаево‑Черкесская          | Čerkesk                                 | republika        | 465 528           | 14 277        | Severokavkazský |
| 10            | RU-KR   | Karelská republika                      | Карелия                       | Petrozavodsk                            | republika        | 614 064           | 180 520       | Severozápadní   |
| 42            | RU-KEM  | Kemerovská oblast                       | Кемеровская                   | Kemerovo                                | oblast           | 2 657 854         | 95 725        | Sibiřský        |
| 43            | RU-KIR  | Kirovská oblast                         | Кировская                     | Kirov                                   | oblast           | 1 262 402         | 120 374       | Povolžský       |
| 11            | RU-KO   | Komijská republika                      | Коми                          | Syktyvkar                               | republika        | 820 473           | 416 774       | Severozápadní   |
| 44            | RU-KOS  | Kostromská oblast                       | Костромская                   | Kostroma                                | oblast           | 633 385           | 60 211        | Centrální       |
| 23            | RU-KDA  | Krasnodarský kraj                       | Краснодарский                 | Krasnodar                               | kraj             | 5 675 462         | 75 485        | Jižní           |
| 24            | RU-KYA  | Krasnojarský kraj                       | Красноярский                  | Krasnojarsk                             | kraj             | 2 866 255         | 2 366 797     | Sibiřský        |
| 91            | -       | Krym                                    | Крым                          | Simferopol                              | republika        | 1 912 622         | 26 081        | Jižní           |
| 45            | RU-KGN  | Kurganská oblast                        | Курганская                    | Kurgan                                  | oblast           | 827 166           | 71 488        | Uralský         |
| 46            | RU-KRS  | Kurská oblast                           | Курская                       | Kursk                                   | oblast           | 1 104 008         | 29 997        | Centrální       |
| 47            | RU-LEN  | Leningradská oblast                     | Ленинградская                 | Petrohrad                               | oblast           | 1 875 872         | 83 908        | Severozápadní   |
| 48            | RU-LIP  | Lipecká oblast                          | Липецкая                      | Lipeck                                  | oblast           | 1 139 371         | 24 047        | Centrální       |
| -             | -       | Luhanská lidová republika               | Луганская народная республика | Luhansk                                 | republika        | 1 464 039         | 26 684        | -               |
| 49            | RU-MAG  | Magadanská oblast                       | Магаданская                   | Magadan                                 | oblast           | 140 149           | 462 464       | Dálněvýchodní   |
| 12            | RU-ME   | Marijsko                                | Марий-Эл                      | Joškar-Ola                              | republika        | 679 417           | 23 375        | Povolžský       |
| 13            | RU-MO   | Mordvinsko                              | Мордовия                      | Saransk                                 | republika        | 790 197           | 26 128        | Povolžský       |
| 50            | RU-MOS  | Moskevská oblast                        | Московская                    | Moskva                                  | oblast           | 7 690 863         | 44 329        | Centrální       |
| 77            | RU-MOW  | Moskva                                  | Москва                        | Moskva                                  | federální město  | 12 678 079        | 2 561         | Centrální       |
| 51            | RU-MUR  | Murmanská oblast                        | Мурманская                    | Murmansk                                | oblast           | 741 404           | 144 902       | Severozápadní   |
| 83            | RU-NEN  | Něnecký autonomní okruh                 | Ненецкий                      | Narjan-Mar                              | autonomní okruh  | 44 111            | 176 810       | Severozápadní   |
| 52            | RU-NIZ  | Nižněnovgorodská oblast                 | Нижегородская                 | Nižnij Novgorod                         | oblast           | 3 202 946         | 76 624        | Povolžský       |
| 53            | RU-NGR  | Novgorodská oblast                      | Новгородская                  | Veliký Novgorod                         | oblast           | 596 508           | 54 501        | Severozápadní   |
| 54            | RU-NVS  | Novosibirská oblast                     | Новосибирская                 | Novosibirsk                             | oblast           | 2 798 170         | 177 756       | Sibiřský        |
| 55            | RU-OMS  | Omská oblast                            | Омская                        | Omsk                                    | oblast           | 1 926 665         | 141 140       | Sibiřský        |
| 57            | RU-ORL  | Orelská oblast                          | Орловская                     | Orel                                    | oblast           | 733 498           | 24 652        | Centrální       |
| 56            | RU-ORE  | Orenburská oblast                       | Оренбургская                  | Orenburg                                | oblast           | 1 956 835         | 123 702       | Povolžský       |
| 58            | RU-PNZ  | Penzenská oblast                        | Пензенская                    | Penza                                   | oblast           | 1 305 563         | 43 352        | Povolžský       |
| 90            | RU-PER  | Permský kraj                            | Пермский                      | Perm                                    | kraj             | 2 599 260         | 160 236       | Povolžský       |
| 78            | RU-SPE  | Petrohrad                               | Санкт-Петербург               | Petrohrad                               | federální město  | 5 398 064         | 1 403         | Severozápadní   |
| 25            | RU-PRI  | Přímořský kraj                          | Приморский                    | Vladivostok                             | kraj             | 1 895 868         | 164 673       | Dálněvýchodní   |
| 60            | RU-PSK  | Pskovská oblast                         | Псковская                     | Pskov                                   | oblast           | 626 115           | 55 399        | Severozápadní   |
| 62            | RU-RYA  | Rjazaňská oblast                        | Рязанская                     | Rjazaň                                  | oblast           | 1 108 847         | 39 605        | Centrální       |
| 61            | RU-ROS  | Rostovská oblast                        | Ростовская                    | Rostov na Donu                          | oblast           | 4 197 821         | 100 967       | Jižní           |
| 14            | RU-SA   | Sacha                                   | Саха                          | Jakutsk                                 | republika        | 971 996           | 3 083 523     | Dálněvýchodní   |
| 65            | RU-SAK  | Sachalinská oblast                      | Сахалинская                   | Južno-Sachalinsk                        | oblast           | 488 257           | 87 101        | Dálněvýchodní   |
| 63            | RU-SAM  | Samarská oblast                         | Самарская                     | Samara                                  | oblast           | 3 179 532         | 53 565        | Povolžský       |
| 64            | RU-SAR  | Saratovská oblast                       | Саратовская                   | Saratov                                 | oblast           | 2 421 895         | 101 240       | Povolžský       |
| 84            | -       | Sevastopol                              | Севастополь                   | Sevastopol                              | federální město  | 449 138           | 864           | Jižní           |
| 15            | RU-SE   | Severní Osetie-Alanie                   | Северная Осетия‑Алания        | Vladikavkaz                             | republika        | 696 837           | 7 987         | Severokavkazský |
| 67            | RU-SMO  | Smolenská oblast                        | Смоленская                    | Smolensk                                | oblast           | 934 889           | 49 779        | Centrální       |
| 26            | RU-STA  | Stavropolský kraj                       | Ставропольский                | Stavropol                               | kraj             | 2 803 573         | 66 160        | Severokavkazský |
| 66            | RU-SVE  | Sverdlovská oblast                      | Свердловская                  | Jekatěrinburg                           | oblast           | 4 310 681         | 194 307       | Uralský         |
| 68            | RU-TAM  | Tambovská oblast                        | Тамбовская                    | Tambov                                  | oblast           | 1 006 748         | 34 462        | Centrální       |
| 16            | RU-TA   | Tatarstán                               | Татарстан                     | Kazaň                                   | republika        | 3 902 642         | 67 847        | Povolžský       |
| 70            | RU-TOM  | Tomská oblast                           | Томская                       | Tomsk                                   | oblast           | 1 079 271         | 314 391       | Sibiřský        |
| 71            | RU-TUL  | Tulská oblast                           | Тульская                      | Tula                                    | oblast           | 1 466 127         | 25 679        | Centrální       |
| 72            | RU-TYU  | Ťumeňská oblast                         | Тюменская                     | Ťumeň                                   | oblast           | 3 756 536         | 160 122       | Uralský         |
| 17            | RU-TY   | Tuva                                    | Тыва                          | Kyzyl                                   | republika        | 327 383           | 168 604       | Sibiřský        |
| 69            | RU-TVE  | Tverská oblast                          | Тверская                      | Tver                                    | oblast           | 1 260 379         | 84 201        | Centrální       |
| 18            | RU-UD   | Udmurtsko                               | Удмуртская                    | Iževsk                                  | republika        | 1 500 955         | 42 061        | Povolžský       |
| 73            | RU-ULY  | Uljanovská oblast                       | Ульяновская                   | Uljanovsk                               | oblast           | 1 229 824         | 37 181        | Povolžský       |
| 34            | RU-VGG  | Volgogradská oblast                     | Волгоградская                 | Volgograd                               | oblast           | 2 491 036         | 112 877       | Jižní           |
| 35            | RU-VLG  | Vologdská oblast                        | Вологодская                   | Vologda                                 | oblast           | 1 160 445         | 144 527       | Severozápadní   |
| 36            | RU-VOR  | Voroněžská oblast                       | Воронежская                   | Voroněž                                 | oblast           | 2 324 205         | 52 216        | Centrální       |
| 33            | RU-VLA  | Vladimirská oblast                      | Владимирская                  | Vladimir                                | oblast           | 1 358 416         | 29 084        | Centrální       |
| 79            | RU-YEV  | Židovská autonomní oblast               | Еврейская                     | Birobidžan                              | autonomní oblast | 158 305           | 36 271        | Dálněvýchodní   |
| 92            | RU-ZAB  | Zabajkalský kraj                        | Забайкальский                 | Čita                                    | kraj             | 1 059 700         | 431 892       | Dálněvýchodní   |
| -             | -       | Záporožská oblast                       | Запорожская                   | Melitopol (de facto) Záporoží (de iure) | oblast           | 1 666 515         | 27 183        | -               |
|               |         | Rusko                                   | Россия                        | Moskva                                  |                  | 146 748 590       | 17 125 191    |                 |

## Změny
Původní dělení na 89 subjektů (dle ústavy z 1993) je postupně zjednodušováno slučováním. K 1. prosinci roku 2005 bylo v Ruské federaci 88 subjektů. Podle federálního konstitučního zákona (17.12.2001 №6-ФКЗ) byly Permská oblast (59) a Komi-Permjacký autonomní okruh (81) sjednoceny v Permský kraj. Od 1. ledna 2007 klesl počet subjektů na 86: Evencký (88) a Tajmyrský autonomní okruh (84) se staly součástí Krasnojarského kraje. 1. července 2007 vznikl z Kamčatské oblasti a Korjackého autonomního okruhu Kamčatský kraj. 1. ledna 2008 byl Usťordynský burjatský autonomní okruh sloučen s okolní Irkutskou oblastí. K 1. březnu 2008 se Čitská oblast s Aginským burjatským autonomním okruhem sloučily do Zabajkalského kraje.
Podle vládních plánů má slučování pokračovat: autonomní okruhy by měly zcela zaniknout (např. Něnecký autonomní okruh by se měl stát integrální součástí Archangelské oblasti), diskutuje se i o sloučení federálních měst a přilehlých oblastí (Petrohrad a Leningradská oblast, Moskva a Moskevská oblast) či o slučování menších oblastí (např. Pskovská a Novgorodská oblast), nejistý osud má i Židovská autonomní oblast.
| Datum schválení  | Účinnost od      | Změna |
| ---------------- | ---------------- | --- |
| 7. prosince 2003 | 1. prosince 2005 | Permská oblast a Komi-Permjacký autonomní okruh sloučeny do Permského kraje                                  |
| 17. dubna 2005   | 1. ledna 2007    | Krasnojarský kraj, Evencký autonomní okruh a Tajmyrský autonomní okruh sloučeny do Krasnojarského kraje      |
| 23. října 2005   | 1. července 2007 | Kamčatská oblast a Korjacký autonomní okruh sloučeny do Kamčatského kraje                                    |
| 16. dubna 2006   | 1. ledna 2008    | Irkutská oblast a Usťordynský burjatský autonomní okruh sloučeny do Irkutské oblasti                         |
| 11. března 2007  | 1. března 2008   | Čitská oblast a Aginský burjatský autonomní okruh sloučeny do Zabajkalského kraje                            |
|                  | 1. července 2012 | Rozšíření města Moskva začleněním části Moskevské oblasti (Leninský, Naro-Fominský a Podolský správní okruh) |
|                  | 18. března 2014  | Připojení republiky Krym a města Sevastopol                                                                  |
|                  | 28. září 2018    | Úprava hranice mezi Ingušskem a Čečenskem                                                                    |
|                  | 30. září 2022    | Připojení Doněcké a Luhanské republiky a Chersonské a Záporožské oblasti                                     |

18. března 2014 byla v Moskvě v důsledku krymské krize podepsána dohoda o připojení dvou nových subjektů k Ruské federaci: Republiky Krym a Federálního města Sevastopol. Dohodu podepsali ruský prezident Putin, samozvaný krymský "premiér" Sergej Aksjonov, starosta Sevastopolu Alexej Čalyj a předseda nelegitimního krymského parlamentu Vladimir Konstantinov. V rámci dohody bylo stanoveno přechodné období potřebné k plnému začlenění obou subjektů do Ruské federace, které mělo trvat do 1. ledna 2015. Rusko tak Krym včetně Sevastopolu anektovalo, Západ ani Ukrajina to však nepovažuje za legální a legitimní vzhledem k porušení mezinárodních dohod a ukrajinské ústavy.
V květnu 2020 ohlásili gubernátoři Archangelské oblasti a Něneckého autonomního okruhu (který je zároveň součástí Archangelské oblasti a jehož rozpočet je závislý na příjmu z těžby ropy) plán sloučit oba federální subjekty. Jako důvod uvedly pád cen ropy v důsledku pandemie nemoci COVID-19. Toto rozhodnutí bylo následně odvoláno pro nesouhlas veřejnosti.